# Breutelia perrieri
Breutelia perrieri är en bladmossart som beskrevs av Thériot 1926. Breutelia perrieri ingår i släktet gullhårsmossor, och familjen Bartramiaceae. Inga underarter finns listade i Catalogue of Life.